# OR1S2
OR1S2 (англ. Olfactory receptor family 1 subfamily S member 2) – білок, який кодується однойменним геном, розташованим у людей на короткому плечі 11-ї хромосоми. Довжина поліпептидного ланцюга білка становить 325 амінокислот, а молекулярна маса — 36 579.
| 10         |  | 20         |  | 30         |  | 40         |  | 50         |
| ---------- |  | ---------- |  | ---------- |  | ---------- |  | ---------- |
| MKTLCSFLQI |  | SRNMHQENQT |  | TITEFILLGL |  | SNQAEHQNLL |  | FVLFLSMYVV |
| TVVGNGLIIV |  | AISLDIYLHT |  | PMYLFLAYLS |  | FADISSISNS |  | VPKMLVNIQT |
| NSQSISYESC |  | ITQMYFSIVF |  | VVTDNLLLGT |  | MAFDHFVAIC |  | HPLNYTTFMR |
| ARFGTLLTVI |  | SWFLSNIIAL |  | THTLLLIQLL |  | FCDHNTLPHF |  | FCDLAPLLKL |
| SCSDTMINEL |  | VLFIVGLSVI |  | IFPFVLIFFS |  | YVCIIRAVLG |  | VSSTQGKWKA |
| FSTCGSHLTI |  | ALLFYGTTVG |  | VYFFPSSTHP |  | EDTDKIGAVL |  | FTVVTPMMNP |
| FIYSLRNKDM |  | KGALRKLINR |  | KISSL      |  |            |  |            |

A: Аланін

C: Цистеїн

D: Аспарагінова кислота

E: Глутамінова кислота

F: Фенілаланін

G: Гліцин

H: Гістидин

I: Ізолейцин

K: Лізин

L: Лейцин

M: Метіонін

N: Аспарагін

P: Пролін

Q: Глутамін

R: Аргінін

S: Серин

T: Треонін

V: Валін

W: Триптофан

Кодований геном білок за функціями належить до рецепторів, g-білокспряжених рецепторів, білків внутрішньоклітинного сигналінгу. 
Локалізований у клітинній мембрані.